# Агафоново (Гороховецкий район)
Агафоново — деревня в Гороховецком районе Владимирской области России, входит в состав Куприяновского сельского поселения.

## География
Деревня расположена в 11 км на юг от центра поселения деревни Выезд и в 15 км на юг от Гороховца, близ железнодорожной линии Ковров — Нижний Новгород.

## История
По переписным книгам 1678 года деревня входила в состав Архангельского прихода, половина деревни значилась за В.Е. Нееловым, в ней был двор помещиков, 3 двора крестьянских и 3 пустых.
В XIX — первой четверти XX века деревня входила в состав Красносельской волости Гороховецкого уезда, с 1926 года — в составе Гороховецкой волости Вязниковского уезда. В 1859 году в деревне числилось 15 дворов, в 1905 году — 26 дворов, в 1926 году — 46 дворов.
С 1929 года деревня входила в состав Малиновского сельсовета Гороховецкого района, с 1940 года — в составе Куприяновского сельсовета, с 2005 года в составе Куприяновского сельского поселения.

## Население
| 1859 | 1905 | 1926 | 2002 | 2010 | 2021 |
| ---- | ---- | ---- | ---- | ---- | ---- |
| 130  | ↗200 | ↗212 | ↘0   | →0   | ↗2   |